# Лахзами, Темиме
Темиме Лахзами (араб. تميم الحزامي‎; род. 1 января 1949, Хаммам-Лиф, Бен-Арус) — тунисский футболист, защитник.

## Карьера

### Клубная карьера
Во взрослом футболе дебютировал в 1967 году в клубе из своего родного города «Хаммам-Лиф», где играл на протяжении первых трёх сезонов своей игровой карьеры.
В 1970 году перешёл в столичный клуб «Эсперанс», с которым ему удалось дважды стать чемпионом Туниса, а в сезоне 1978/79 команда смогла завоевать Кубок Туниса. В 1979 году Лахзами перешёл во французский клуб «Олимпик Марсель», а спустя два сезона переехал в Саудовскую Аравию, где начал выступать за «Аль-Иттихад».
В 1982 году вернулся в родной клуб «Хаммам-Лиф», где и завершил профессиональную карьеру два сезона спустя.

### Карьера в сборной
В 1977 году дебютировал в официальных матчах в составе национальной сборной Туниса. В 1978 году являлся капитаном сборной на чемпионате мира в Аргентине.
Всего в составе сборной принял участие в 69 матчах, забив 12 голов.

## Достижения
«Эсперанс» (Тунис)
- Чемпион Туниса: 1974/75, 1975/76
- Обладатель Кубка Туниса: 1978/79